# Lewis Swift
Lewis Swift (anglès: Lewis A. Swift)  (Clarkson, 29 de febrer de 1820 - Marathon, 5 de gener de 1913) va ser un astrònom estatunidenc. Va descobrir o codescobrir diversos cometes.

## Biografia
D'acord amb el mateix Swift, es va interessar per primera vegada en l'astronomia sent un nen, després d'observar el Gran cometa de 1843 mentre es dirigia a l'escola en Clarkson (Nova York). El seu professor va ignorar inicialment la seva observació, però tres dies més tard es va anunciar el descobriment del cometa.
Swift va dur a terme les seves primeres observacions en Rochester (Nova York), "tombat sobre la neu" en un carreró en Ambrose Street o en el sostre del Duffy's Cider Mill. Posteriorment va aconseguir el patrocini d'un mecenes, l'empresari Hulbert Harrington Warner de Rochester, qui va finançar la construcció d'un observatori per Swift. Es va habilitar un fons de 13.000 dòlars per comprar un telescopi de 16 polzades per Swift.
Warner es va declarar en fallida en el pànic financer de 1893, la qual cosa va posar fi al seu suport econòmic. Posteriorment Swift es va traslladar a Califòrnia per convertir-se en director de l'Observatori del Mont Lowe, al que va aportar el telescopi de 16 polzades.
Es va casar dues vegades, primer amb Lucretia Hunt en 1850 i després amb Carrie D. Topping en 1864. Edward D. Swift era el seu fill amb la seva segona esposa.

## Descobriments
Swift va descobrir tres cometes periòdics: 11P/Tempel-Swift-LINEAR, 64P/Swift-Gehrels i 109P/Swift-Tuttle (cos generador de la pluja de meteors dels Perseids). També va descobrir C/1877 G2, C/1878 N1, C/1879 M1, C/1881 J1, C/1881 W1, C/1892 I1, D/1895 Q1 (també anomenat D/Swift, el rastre de pols del qual probablement va impactar amb la sonda Mariner 4), C/1896 G1, C/1899 I1 i va ser codescobridor del C/1883 D1 (Brooks-Swift). Va descobrir el seu últim cometa a l'edat de 79 anys. A part de cometes, també va descobrir centenars de nebuloses.

## Eponimia
A part dels cometes, els objectes que també porten el seu cognom són:
- El cràter lunar Swift porta aquest nom en la seva memòria.[4]
- L'asteroide (5035) Swift també li ret homenatge.[5]